# Ramón Rivas (antropólogo)
Ramón Douglas Rivas (Guacotecti, El Salvador, 25 de agosto de 1958) es un antropólogo de nacionalidad salvadoreña y neerlandesa. Ostentó el cargo de Secretario de Cultura de la Presidencia de El Salvador. También fungió como director del Museo Universitario de Antropología de la Universidad Tecnológica de El Salvador.

## Biografía
Nació en el municipio de Guacotecti, ubicado en el departamento de Cabañas, pero pasó su infancia en la localidad de Ilobasco. Adquirió el grado de Bachiller en la ciudad de Quetzaltenango, en Guatemala, donde se preparaba para convertirse en sacerdote de la Congregación de Las Misión de los Padres Paulinos. Sin embargo, regresó a El Salvador en 1977.
Para 1979, obtuvo una beca de la University Asistance Fund, dirigida a estudiantes de países en vías de desarrollo, por lo que se trasladó a los Países Bajos para estudiar Antropología en la Universidad de Nijmegen donde se graduó como Antropólogo, en 1988. Posteriormente, como experto del gobierno de Holanda, permaneció en Honduras por tres años, y allí publicó la obra Pueblos Indígenas y Garifuna de Honduras: Una caracterización. Para 1994 alcanzó el doctorado en Antropología social y cultural y retornó a Honduras, como experto del gobierno holandés para trabajar con poblaciones indígenas y Garífuna. Fue, asesor directo del Presidente de Honduras el Dr. Carlos Roberto Reyna en temas referentes a políticas indígenas hasta 1997. 
En los años siguientes llevó a cabo otras investigaciones en pueblos caribes y mesoamericanos, así como en la selva amazónica de Bolivia. Además, entre 1990 y 2003 fue parte del Ministerio de Relaciones Exteriores de los Países Bajos, para trabajar en cooperación y desarrollo en diversos países.
Entre 1999 y 2002, como enviado por el gobierno de Holanda fue asesor de la Dirección Nacional de Patrimonio Cultural y director de investigaciones para el Consejo Nacional para la Cultura y el Arte en El Salvador. En ese período también se desempeñó como curador de la exposición permanente del Museo Nacional de Antropología Dr. David J. Guzmán.
Ya en la Universidad Tecnológica de El Salvador, desde el 2003, Rivas ocupó los cargos de decano de la Facultad de Arte y Cultura y director de la Escuela de Antropología, carrera al igual que la arqueología, iniciaban en el país. 
Para el 2006, en ese mismo recinto de estudios superiores, se le encargó la organización del Museo Universitario de Antropología, siendo su primer director.
En marzo de 2010, durante la gestión presidencial de Mauricio Funes, fue nombrado director de patrimonio cultural de la Secretaría de Cultura, cargo al que renunció dos años después. Retornó a la institución gubernamental, ya al frente de la misma, con la presidencia de Salvador Sánchez Cerén.
Aparte de sus trabajos sobre antropología, también ha escrito dos libros de poesía: Hijos de la lluvia (1992) y El barro que somos (1993). El 2014 dio a conocer la obra "Ilobasco de mis recuerdos".
Es Editor en jefe de la revista de Museografía Kóot, y continua su labor en las artes plásticas y la literatura.
En 2015 retorna a la Universidad Tecnológica de El Salvador para continuar su trabajo de Dirección del Museo Universitario de Antropología y la Creación de la Dirección de Cultura por instrucciones de sus autoridades académicas.